# Lee Seul-gi (Fußballspielerin)
Lee Seul-gi (* 30. Oktober 1995 in Südkorea) ist eine südkoreanische Fußballspielerin. Sie spielt seit ihrem Ausbildungsende bei Incheon Hyundai Steel Red Angels.

## Karriere
Ausgebildet wurde sie von der Frauenuniversität Yeoju-Universität. Nach Ausbildungsende unterschrieb sie einen Vertrag bei Incheon Hyundai Steel Red Angels. In ihrer ersten Saison wurde sie mit Incheon Hyundai Steel Red Angels WK-League-Meister. Bei der Nationalen Frauen-Fußball-Meisterschaft schied sie mit ihrem Team allerdings im Viertelfinale aus.

## Erfolge
- 3× Meister der WK-League: 2016, 2017, 2018